# Höllische Nachbarn – Chaos im Hotel
Höllische Nachbarn – Chaos im Hotel ist eine deutsche Fernsehfilmkomödie aus dem Jahr 2000, die bei RTL Television erstausgestrahlt wurde. Er ist die Fortsetzung der Komödien Höllische Nachbarn und Höllische Nachbarn – Nur Frauen sind schlimmer.

## Handlung
Rudi Falkner ist am Ende: Seine Frau Meike hat ihn verlassen, Würstchenbudenbesitzer Willi erpresst ihn und niemand will ihn mehr wegen seines Alters einstellen, da er mit 33 Jahren zu alt für den Programmiererberuf sein soll. Trost und Unterstützung findet er bei Nachbarin Gabi Kowalsky, die ihren Waschsalon schließen musste und ebenfalls von ihrem Mann verlassen wurde. Als Gabi sich für einen Job als Zimmermädchen in einem Hotel bewirbt, wird Rudi aufgrund eines Streits zwischen den beiden Geschwistern Leonie und Marcel Kandt, die das Hotel betreiben, mit eingestellt. Allerdings soll das ein Wettbewerb sein, bei dem nur einer seinen Job behalten soll. Gabi ist wütend auf Rudi. Der will zuerst ablehnen, um seine Freundschaft zu Gabi nicht zu gefährden, nimmt aber doch an, da Willi ihn weiterhin bedroht.
Zwischen den beiden Freunden entbrennt ein Kleinkrieg, den vor allem das Hotel abbekommt. So landen mehrere Säcke mit Müll im Speiseaufzug, den Rudi daraufhin abschließt und außer Betrieb setzt. Als auch alle Pflanzen im Hotel verätzt werden, will Hausdame Frau Seifert, dass die beiden streitenden Geschwister zur Besinnung kommen. Doch beide wollen um jeden Preis ihren Kandidaten durchsetzen. Währenddessen eskaliert der Krieg zwischen Gabi und Rudi so sehr, dass Rudi beinahe vom Dach fällt. Sofort kommen die beiden zur Besinnung und schließen Frieden. Als sie beide kündigen wollen, erfahren sie, dass Hotelbesitzerin Brigitte Kandt ihren Besuch ankündigt. Sie beschließen beide zu bleiben, aber nur wenn beide eine feste Stellung mit gutem Gehalt bekommen. Tatsächlich gelingt es beiden, Brigitte eine heile Welt vorzutäuschen und sämtliche Schäden zu verstecken. Brigitte ist so beeindruckt, dass sie beiden sofort Jobs in ihrem neuen Hotel in der Karibik anbietet. Während Brigitte wegfährt und beide über ihre neue bessere Zukunft jubeln, explodiert das Hotel durch die im Speiseaufzug entstandenen Gase.

## Kritik
„Turbulente (Fernseh-)Komödie nach gängigem Schema deutscher Drehbuchautoren.“

## Sonstiges
Im Film leben Gabi und Rudi im selben Haus wie im zweiten Film, welches durch den Krieg zwischen Meike Falkner und Katharina Buck schwer beschädigt wurde und eigentlich grundsaniert werden sollte. Im Film ist allerdings nichts davon zu sehen.
Auf einem Foto von Rudis Familie sieht man, dass er zwei Kinder hat, obwohl es im ersten Film drei waren. Außerdem wird am Anfang des Filmes erwähnt, dass einige von Rudi geschriebene Programme Imbissbudenbesitzer in den Ruin getrieben haben sollen, obwohl diese am Ende des zweiten Filmes als beliebt und erfolgreich gelten.